# Giant Forest Lodge Historic District

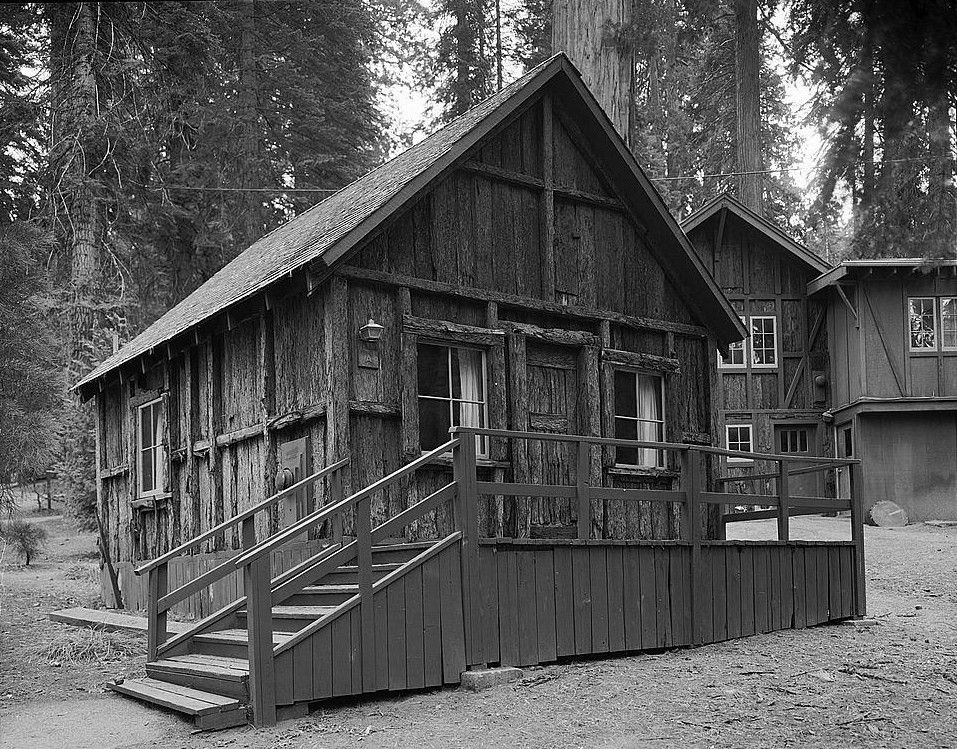
Frühere Cabin A der Giant Forest Lodge.

Der Giant Forest Lodge Historic District im Sequoia National Park umfasst die Überbleibsel dessen, was einst eine ausgedehnte touristische Anlage für die Besucher des Parks war. Giant Forest Lodge wurde am 5. Mai 1978 als Historic District in das National Register of Historic Places eingetragen. Die Anlage befand sich im Giant Forest, einem Wald aus Riesenmammutbäumen, sie wurde durch den National Park Service aber fast vollständig abgerissen, um seine Einflüsse auf das Wachstum der Riesenbäume zu minimieren.

## Erschließung
Die erste Erschließung des Giant Forests fand 1899 statt, als in dem Wald ein Zeltlager eingerichtet wurde. Eine Straße wurde 1903 erbaut und nachfolgende Erschließungsmaßnahmen hatten einen dauerhafteren Charakter. Die erste Lodge wurde 1915 erbaut. 1921 errichtete die Sequoia and General Grant National Parks Company die erste Blockhausansiedlung in der Nähe der Round Meadow. Diese erhielt schließlich den Namen „Giant Forest Lodge“. Im selben Jahr wurde Camp Kaweah gegründet, um zusätzliche Unterbringungsmöglichkeiten zu schaffen. Schon 1926 ergab eine Studie des National Park Service, dass die Erschließung des Parks eine negative Wirkung auf das Wachstum der Bäume hatte. Im folgenden Jahr empfahl der oberste Parkwächter, Colonel John White, erstmals die Erschließung rückgängig zu machen. Der Konzessionär intervenierte jedoch beim Direktor des National Park Service und White wurde überstimmt. Er war allerdings in der Lage, eine Obergrenze der im Park übernachtenden Besucher festzulegen, das erste Mal, das in einem Nationalpark eine solche Maßnahme durchgesetzt wurde. Zwei Berichte wiesen 1962 und 1965 darauf hin, dass die Hydrologie des Gebietes durch die Erschließung beeinträchtigt war. Auch die Maßnahmen zur Brandverhütung, die durch die Nähe der Gebäude erforderlich war, hatte für das Nachwachsen der Bäume ungünstige Bedingungen geschaffen. Außerdem kritisierte der Leopold Report zur Entwicklung der Nationalparks, der von dem Naturschützer Aldo Leopold verfasst wurde, speziell die Erschließung im Giant Forest. Der Generalplan der Nationalparkverwaltung verlangte schon 1971 eine Verringerung des menschlichen Einflusses auf den Giant Forest. Ein Konsens zur Verlagerung der Erholungseinrichtungen wurde 1980 erreicht.

## Rückbau

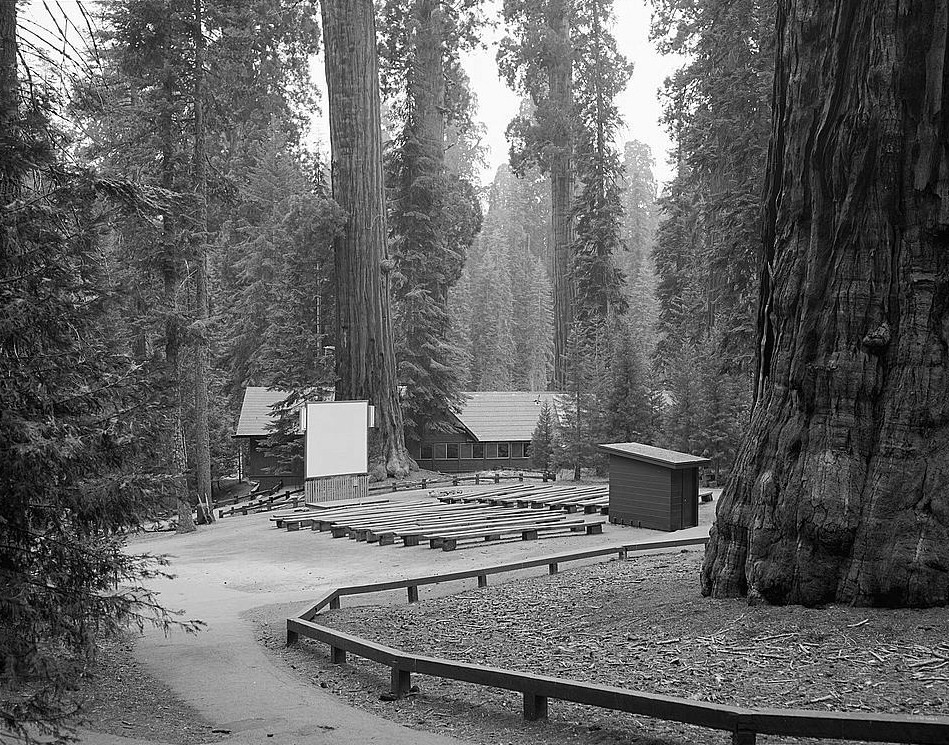
Giant Forest Amphitheater, das Bild zeigt die Nähe zu den Riesenbäumen

Während der 1990er Jahre hatte sich der National Park Service dazu entschieden, die früheren Erschließungsbauten zu entfernen; 1990 begann der Abriss. Er wurde im Jahr 2000 abgeschlossen, als die Gebäude, Straßen und die Infrastruktur der Giant Forest Lodge entfernt wurde. Die Erschließungsmaßnahmen wurden nun um den Gilbert Stanley Underwood Giant Forest Village Market im nahe gelegenen Camp Kaweah konzentriert, wo 2001 auch das Giant Forest Museum angesiedelt wurde. Die Einrichtung ist durch einen Shuttlebus mit dem Giant Forest verbunden.
Die Unterbringung der Besucher wurde durch das Wuksachi Village ersetzt, das sich etwa acht Kilometer weiter nördlich in ausreichender Entfernung von den Riesenbäumen befindet.
Der Abriss der Infrastruktur im Giant Forest ist insofern bemerkenswert, als er den Interessenskonflikt verdeutlicht, in den der National Park Service als Rolle des Bewahrers von Naturschätzen einerseits und als verantwortliche Institution für die Erhaltung der ins National Register of Historic Places eingetragenen Objekte andererseits geraten ist, da er zu entscheiden hatte, welches Interesse von größerer Bedeutung war.